# Howard McPhee
Howard McPhee, född 11 maj 1916, död 29 november 1940, var en friidrottare från Kanada. Han deltog vid olympiska sommarspelen 1936.